# Bromaceton

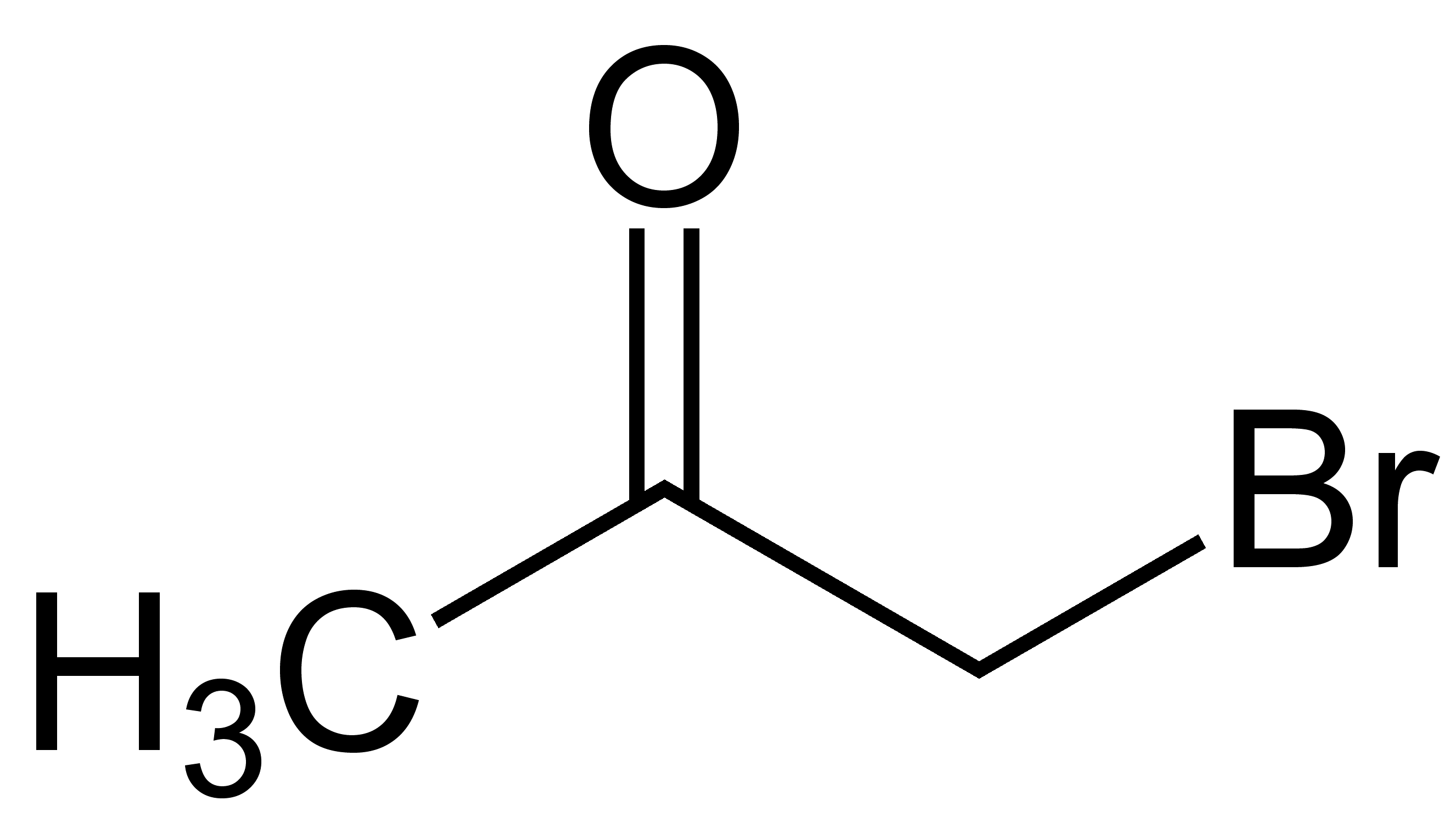
Strukturformel för bromaceton

Bromaceton är en kemisk förening med kemisk formel CH3COCH2Br.
Bromaceton som är en mörkfärgad vätska har tårretande egenskaper och infördes 1915 av tyskarna under första världskriget som stridsgas under namnet B-stoff. Den har senare använts som övningsgas, men har senare ersatts av andra tårgaser.
Bromaceton var den första tårgas som användes av svensk polis, vilket skedde 23 januari 1936 för att oskadliggöra en dubbelmördare som barrikaderat sig i en lägenheten på Kvarngatan 6 i Stockholm.